# 스바루 파크
스바루 파크(Subaru Park)는 미국의 축구 경기장이다. MLS 필라델피아 유니언의 홈경기장이다.
| MLS 올스타전 개최 경기장 |                 |             |
| 2011년                   | 2012년 PPL 파크 | 2013년      |
| 레드불 아레나            | 2012년 PPL 파크 | 스포팅 파크 |
|                          |                 |             |
|                          |                 |             |